# Марија Кулунџић
Марија Мица Кулунџић (Земун, 14. мај 1916—Београд, 20. мај 1998) била је српска и југословенска редитељка луткарства, професорка немачког језика, писац и драматург.

## Биографија
Марија Кулунџић је рођена у трговачкој породици. Била је сестра Јосипа Кулунџића, изузетно значајног српског и југословенског драмског и оперског редитеља и театролога. Како је и сама говорила, од брата је највише научила о режији, као и од Бранка Гавеле, који је био чест гост у њиховој кући. О ручном биоскопу и позоришту сенки које су имали у кући док је била девојчица, говори са нарочитим задовољством у својој књизи: Земун из Мициног споменара.
„...Ми деца Бежанијске улице имали смо још једну атракцију: Ручни биоскоп и позориште сенки. Представе су се одржавале у једној дворишној шупи. На наш биоскоп, били смо јако поносни, јер су деца и из других улица долазила да гледају наше филмове. На столу је стајала мања апаратура са једном ручком за покретање филма, који је падао у корпу за веш...
Позориште сенки се састојало од једног чаршава (украденог из куће), који је разапет и закуцан. Иза њега је горела свећа. Публика би седела на земљи испред платна, учесници су били иза и изводили тачку сенком свога тела. Једно омање звоно објављивало би почетак представе и дозволу за улазак. Тада би засвирао неки стари грамофон. Било је то право позориште сенки, понекад с говором, а понекад је била то само пантомима. Колико је ту било маште, радости!..."

### Студије и уметнички узлет у Сремским Карловцима
На Филозофском факултету у Београду је завршила германистику, након чега је предавала немачки језик у Карловачкој гимназији све до 1950. године, где је и начинила своје прве кораке у свету луткарства, тачније, 1948. године је заједно са својим ученицима основала Ђачко позориште лутака. Ту је у оквиру Драмске секције поставила своју прву представу, Плаву птицу Мориса Метерлинга. Иако је њен редитељски рад у Сремским Карловцима трајао кратко, сећања и импресије о  свом карловачком луткарском периоду и уопште боравку у том месту преточила је у књигу: О неким позоришним догађајима у Сремским Карловцима после Другог светског рата, која је у Сремским Карловцима објаљена 1995. године захваљујући Александру Бикар и Маријани Грегл Бикар.

### Марионетско позориште у Београду
Године 1950. Марија Кулунџић је постављена за редитеља и уметничког директора београдског Марионетског позоришта, где се остварила кроз значајан опус луткарских представа и то најчешће у марионетској техници.

## Стваралаштво
Као стваралац, Марија Кулунџић је испољила смисао за ефектно коришћење луткарских могућности у дочаравању занимљивих ликова и ситуација, управо деци, како у оквиру класичних фабула, тако и у оквиру фантастичних призора у којима су актери деца или животиње.
Режирала је чак 68 представа Неке од њих су:
- Чаробњак из Оза - (Сремски Карловци)[2]

- Златна рибица - Александра Пушкина (Сремски Карловци)
- Чардак ни на небу ни на земљи (Сремски Карловци)
- Представе о животу пчеле и цвета, по песмама Јована Јовановића Змаја (Сремски Карловци)[5]

- Ивица и Марица (Сремски Карловци[5] и Марионетско позориште[3]), 1951.
- Шиљин сан (Марионетско позориште), 1952.
- Златан петлић (Марионетско позориште), 1958.[3]

Изведене су и њене луткарске драме:
- Један дан са чика-Јовом (Позориште „Бошко Буха" Београд), 1952.
- Несташни зечић (Народно позориште „Тоша Јовановић" у Зрењанину), 1978.
- Забављају вас Пик и Фик (Мало позоришта „Душко Радовић" у Београду), 1989.
- Путујући комедијанти (Позориште младих у Новом Саду), 1992. и др.[3]

На сцени њене куће, Малог позоришта „Душко Радовић", 20. јуна 1986. године, остварила је запажену реконструкцију представе: Куку Тодоре, путујућег луткара Илије Божића, као својеврсну верзију српског Панча и руског Петрушке.
Режирала је у земљи и иностранству: на сценама Загреба, Новог Сада, Ниша, Зрењанина, Осијека, Сплита. Била је чест гост Луткарског театра „Гуливер" у Варшави.

### Књиге
Ауторка је следећих књига:
- Мој живот са лутком (Сарајево, 1988)
- О неким позоришним догађајима у Сремским Карловцима после Другог светског рата (Сремски Карловци, 1995)[5]
- Поглед у историју светског луткарства (Суботица, Нови Сад, 1996)[1]
- Земун из Мициног споменара (Београд, Земун, 2019)

### Заслуге и заоставштина
- Била је истакнути члан и представник Југославије у: UNIMA (Union Internationale de la Marionnette - International Puppetry Association). Дуги низ година је била члан Президијума ове међународне луткарске организације, а на Европском конгресу УНИМА 1984. године у Дрездену, проглашена је и њеним почасним чланом.[2]
- Марија Кулунџић је носилац Плакете Бијенала југословенског луткарства за животно дело у луткарској уметности, Бугојно, 1985.
- Легат Марије Кулунџић сачињен од богате збирке лутака и литературе о луткарству, фотографија и друге позоришне грађе у Музеју југословенског луткарства, који је завештала и предала 1985. године, у потпуности је уништен током ратних разарања у грађанском рату у Босни и Херцеговини (1991—1994).[1][7]
- Преминула је 1998. године и сахрањена је у родном Земуну.[2]

## Награда „Марија Кулунџић"
Награда „Марија Кулунџић" Малог позоришта „Душко Радовић" додељује се у категорији за изузетну ауторску креацију.